# فورتونین
| سامانه    | ردیف        | اشکوب       | میلیون سال پیش |
| --------- | ----------- | ----------- | -------------- |
| اردوویسین | زیرین       | ترمادوسین   | → پس از آن     |
| کامبرین   | فورونجین    | اشکوب دهم   | ۴۸۵,۴–۴۸۹٬۵    |
| کامبرین   | فورونجین    | ژیانگشانین  | ۴۸۹٬۵-۴۹۴      |
| کامبرین   | فورونجین    | پایبین      | ۴۹۴–۴۹۷        |
| کامبرین   | میائولینگین | گوژانگین    | ۴۹۷–۵۰۰٬۵      |
| کامبرین   | میائولینگین | درومین      | ۵۰۰٬۵-۵۰۴٬۵    |
| کامبرین   | میائولینگین | وولیوئن     | ۵۰۴٬۵–۵۰۹      |
| کامبرین   | ردیف دوم    | اشکوب چهارم | ۵۰۹–۵۱۴        |
| کامبرین   | ردیف دوم    | اشکوب سوم   | ۵۱۴-۵۲۱        |
| کامبرین   | ترنووین     | اشکوب دوم   | ۵۲۱-۵۲۹        |
| کامبرین   | ترنووین     | فورتونین    | ۵۲۹–۵۴۱٬۰      |
| ادیاکاران | ادیاکاران   | ادیاکاران   | → پیش از آن    |

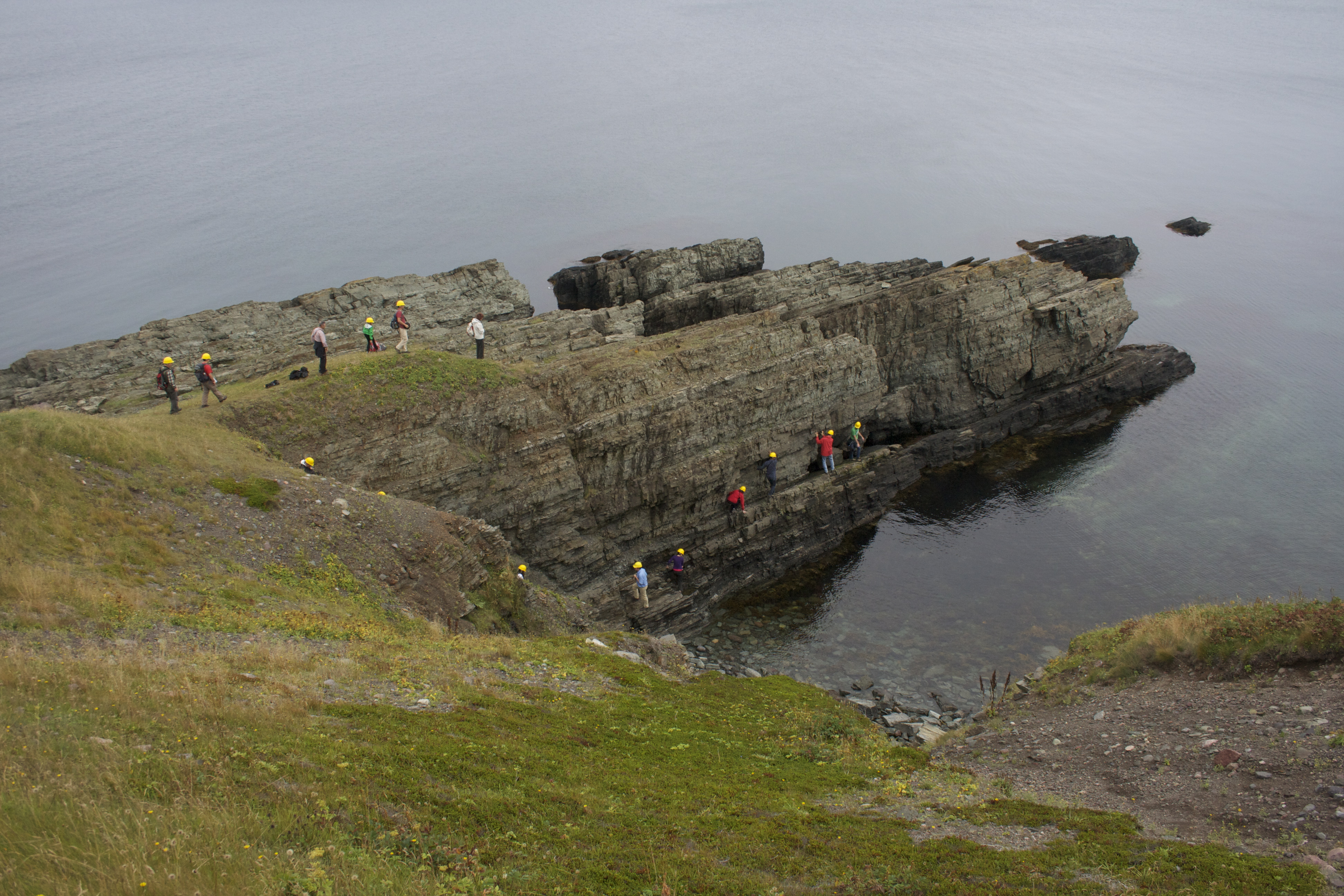
چینه‌های به‌جامانده از دوره فورتونین در نیوفاندلند کانادا

فورتونین (انگلیسی: Fortunian) نخستین اشکوب از دو اشکوب ردیف ترنووین است که به عنوان آغاز ابردوران پیدازیستی، دوران دیرینه‌زیستی و دوره کامبرین شناخته می‌شود. مرز زیرین این اشکوب در حدود ۵۴۱ میلیون سال پیش در نظر گرفته می‌شود. مرز بالایی آن برابر با مرز زیرین اشکوب ۲ کامبرین است که گرچه هنوز به‌طور رسمی نام‌گذاری نشده است ولی این مرز را با پیدایش کهن‌جامان در حدود ۵۲۹ میلیون سال پیش در نظر می‌گیرند.